# Dimos Heraklion
Dimos Heraklion (Heraklion) är en kommun i Grekland.   Den ligger i prefekturen Nomós Irakleíou och regionen Kreta, i den sydöstra delen av landet, 300 km söder om huvudstaden Aten. Antalet invånare är 163 115.